# Kikkerdaf

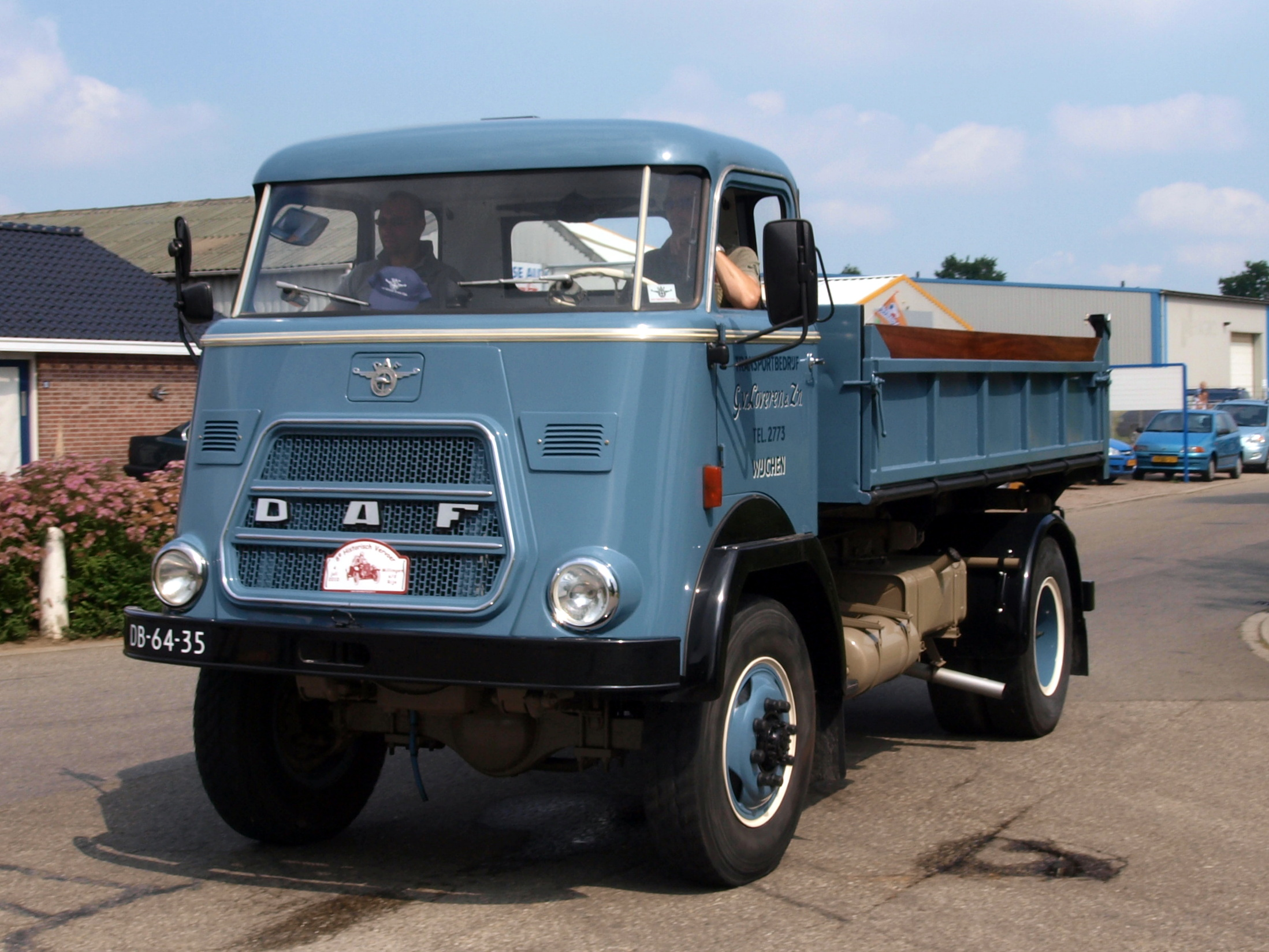
DAF V1600DD uit 1974

De Kikkerdaf is een bijnaam van een serie vrachtwagenmodellen van DAF die op dezelfde basis gebouwd zijn.
In principe stamt de vrachtwagen af van de eerste DAF-vrachtwagens, die ook DAF zevenstreper genoemd worden. Hij werd in 1959 geïntroduceerd en zou tot maar liefst 1974 in productie blijven. Er zijn talloze varianten van gemaakt, waaronder vrachtwagens met vierwielaandrijving en zeswielaandrijving. Hij werd min of meer opgevolgd door de volledig nieuwe DAF 500/700/900/1100/1300 met de Club van vier-cabine.